# James Bay
James Bay (Hitchin, 4 september 1990) is een Brits singer-songwriter. Hij brak in 2015 door met het nummer Hold back the river. In datzelfde jaar bracht hij zijn uiterst succesvolle debuutalbum Chaos and the calm uit.

## Carrière
Bay groeide op in Hitchin, en ging naar de Hitchin Boys' School, alvorens te studeren aan het British and Irish Modern Music Institute. Hij heeft vier ep's uitgebracht: The dark of the morning (2013), Let it go (2014), Hold back the river (2014) en Other sides (2015). 
De ep Let it go kwam binnen in de top 10 van de Britse iTunes-hitlijst en de titeltrack Let it go piekte op de tiende plaats van de Britse hitlijsten. Meer succes volgde met de opvolger Hold back the river, dat in verschillende landen een grote hit werd. In Nederland werden beide nummers onderscheiden met platina.
Op 4 december 2014 werd bekend dat hij de Brit Award Critics' Choice 2015 had gewonnen, waarmee hij in de voetstappen van onder andere Adele, Florence and the Machine, Jessie J, Tom Odell en Sam Smith trad.
Bays debuutalbum, Chaos and the calm, kwam uit op 23 maart 2015 en werd in diverse landen een groot succes. In de Nederlandse Album Top 100 stond dit album meer dan 150 weken genoteerd. In het Verenigd Koninkrijk stond het album op nummer 1 en in de Verenigde Staten bereikte het de vijftiende plaats van de Billboard 200.
Zijn tweede volledige album verscheen in 2018 en kreeg de titel Electric light.
Tijdens het coronajaar 2020 bracht hij zijn nieuwe single “Chew On My Heart” uit. 
In 2022 bracht hij zijn langverwachte 3de album uit genaamd “Leap”. 
Daarop volgend kondigde hij een tour aan doorheen Europa en UK om zijn album aan zijn fans voor te stellen.

## Discografie

### Albums
| Album met eventuele hitnotering(en) in de Nederlandse Album Top 100 | Datum van verschijnen | Datum van binnenkomst | Hoogste positie | Aantal weken | Opmerkingen |
| ------------------------------------------------------------------- | --------------------- | --------------------- | --------------- | ------------ | ----------- |
| Chaos and the calm                                                  | 20-03-2015            | 28-03-2015            | 5               | 151          |             |
| Electric light                                                      | 18-05-2018            | 26-05-2018            | 13              | 4            |             |

| Album met hitnotering(en) in de Vlaamse Ultratop 200 albums | Datum van verschijnen | Datum van binnenkomst | Hoogste positie | Aantal weken | Opmerkingen |
| ----------------------------------------------------------- | --------------------- | --------------------- | --------------- | ------------ | ----------- |
| Chaos and the calm                                          | 20-03-2015            | 04-04-2015            | 10              | 59           |             |
| Electric light                                              | 18-05-2018            | 26-05-2018            | 24              | 15           |             |

### Singles
| Single met eventuele hitnotering(en) in de Nederlandse Top 40 | Datum van verschijnen | Datum van binnenkomst | Hoogste positie | Aantal weken | Opmerkingen                               |
| ------------------------------------------------------------- | --------------------- | --------------------- | --------------- | ------------ | ----------------------------------------- |
| Hold Back the River                                           | 21-11-2014            | 10-01-2015            | 14              | 20           | Nr. 12 in de Single Top 100               |
| Let It Go                                                     | 15-09-2014            | 23-05-2015            | 18              | 22           | Nr. 15 in de Single Top 100 / Alarmschijf |
| If You Ever Want to Be in Love                                | 18-04-2015            | 21-11-2015            | 29              | 6            |                                           |
| Best Fake Smile                                               | 02-03-2016            | 16-04-2016            | 33              | 6            |                                           |
| Wild Love                                                     | 09-02-2018            | 17-02-2018            | tip12           | -            |                                           |
| Us                                                            | 30-03-2018            | 07-04-2018            | tip16           | -            |                                           |
| Peer Pressure                                                 | 22-02-2019            | 02-03-2019            | tip17           | -            | met Julia Michaels                        |
| Chew on My Heart                                              | 2020                  | 19-09-2020            | 31              | 5            |                                           |
| Chasing stars                                                 | 2021                  | 21-08-2021            | tip29*          |              | met Alesso & Marshmello                   |

| Single met hitnotering(en) in de Vlaamse Ultratop 50 | Datum van verschijnen | Datum van binnenkomst | Hoogste positie | Aantal weken | Opmerkingen        |
| ---------------------------------------------------- | --------------------- | --------------------- | --------------- | ------------ | ------------------ |
| Hold Back the River                                  | 21-11-2014            | 13-12-2014            | 7               | 19           |                    |
| Let It Go                                            | 15-09-2014            | 18-04-2015            | tip23           | -            |                    |
| When We Were on Fire                                 | 22-07-2013            | 12-09-2015            | tip10           | -            |                    |
| If You Ever Want to Be in Love                       | 18-04-2015            | 19-12-2015            | tip3            | -            |                    |
| Best Fake Smile                                      | 02-03-2016            | 07-05-2016            | tip4            | -            |                    |
| Craving                                              | 04-07-2016            | 16-07-2016            | tip10           | -            |                    |
| Wild Love                                            | 09-02-2018            | 24-02-2018            | tip23           | -            |                    |
| Peer Pressure                                        | 22-02-2019            | 02-03-2019            | tip38           | -            | met Julia Michaels |
| Chew on My Heart                                     | 2020                  | 26-09-2020            | 41              | 2            |                    |

### NPO Radio 2 Top 2000
| Nummers met noteringen in de NPO Radio 2 Top 2000 | '15  | '16  | '17  | '18  | '19  | '20  |
| ------------------------------------------------- | ---- | ---- | ---- | ---- | ---- | ---- |
| Hold Back the River                               | 521  | 1006 | 1482 | -    | -    | -    |
| Let It Go                                         | 1039 | 953  | 1447 | 1996 | 1993 | 1833 |

1. ↑  Een '-' betekent dat het nummer niet was genoteerd en een vetgedrukt getal geeft de hoogste notering van een nummer aan.
2. ↑  2015 was het eerste jaar met een notering voor James Bay.
3. ↑  Deze tabel is bijgewerkt tot en met de laatste editie (2024).

## Prijzen en nominaties
| Jaar | Organisatie | Prijs              | Resultaat   |
| ---- | ----------- | ------------------ | ----------- |
| 2015 | BRIT Awards | Critics' Choice    | Gewonnen    |
| 2015 | MTV         | Brand New For 2015 | Genomineerd |
| 2015 | BBC         | Sound of 2015      | Genomineerd |

- Bibsys: 15027502
- Bibliothèque nationale de France: cb16998681t (data)
- Gemeinsame Normdatei: 1069357324
- International Standard Name Identifier: 0000 0004 4734 8338
- Library of Congress Control Number: no2015053599
- MusicBrainz: 6a997121-0919-482b-a91b-c6fe1b55a4b9
- Nationale Bibliotheek van Tsjechië: xx0200698
- Réseau des bibliothèques de Suisse occidentale: 02-A025558895
- Virtual International Authority File: 71149196514074792117